# 索特鲁姆
索特鲁姆是德国下萨克森州的一个市镇。总面积28.58平方公里，总人口6023人，其中男性2988人，女性3035人（2011年12月31日），人口密度211人/平方公里。

## 友好城市
- 法國 吉耶讷地区索沃泰尔